# ميشيل كلوسكارد
ميشيل كلوسكارد (6 أغسطس 1928 - 21 فبراير 2009) كان فيلسوفًا وعالم اجتماع ماركسيًا فرنسيًا.
معارض للرأسمالية، ناقد لتطور أفكار التقدم في مواجهة التحولات الليبرالية في نهاية القرن العشرين، يرتبط عمله بفكر روسو وهيجل وماركس، الذي يظهر وحدته. من المعروف أنه أظهر من الناحية الفلسفية التواطؤ بين الرأسمالية والنظرية الفرنسية، التي يمثلها كلود ليفي ستروس وجيل دولوز، مبنيًا مفهومه الخاص عن الكانطية الجديدة. طور بحثًا فلسفيًا حول فكرة العقد الاجتماعي، مفترضًا أن «المبدأ التأسيسي لأي مجتمع هو العلاقة بين الإنتاج والاستهلاك».
هدفت مساهمته إلى توفير أساس مفاهيمي للتفكير في فلسفة سياسية ديمقراطية وذاتية الإدارة من شأنها أن تسمح بالتغلب على إدارة الثروة، والأمم، والتعليم السياسي للمواطنين من قبل الطبقة الرأسمالية.

## السيرة الذاتية
سيطرت ألعاب القوى على حياة كلوسكارد المبكرة.  وقع عليه الاختيار مسبقًا للتنافس في سباق 200 متر في أولمبياد لندن 1948.
تُوِّجت دراسات كلوسكارد العليا في الآداب والفلسفة تحت وصاية هنري لوفيفر بأطروحة الوجود والرمز (نشرت عام 1972)، قُدمت إلى جان بول سارتر، من بين آخرين، للدفاع. على الرغم من النقد الحاد الذي وجهه كلوسكارد إلى الفنومينولوجي هوسرل، إلا أن سارتر علق قائلًا: «الوجود والرمز يظهران مشروعًا طموحًا للغاية. لكن في رأيي، هذا الطموح بالذات هو الذي يجعل الكتاب صالحًا (...) إنه تجميع حقيقي (وليس كلية)، نظرًا لأنه يفسر كل شيء، حتى الفرد (...) فإن مزاياه العظيمة هي إظهار أفضل الظروف للتاريخ ليكشف عن نفسه بشكل ملموس لما هو عليه: الشمولية المستمرة». أدى هذا العمل إلى نشوء عمر من البحث والكتابة لتطوير العمل وتوسيعه ليشمل دراسة المجتمع الفرنسي من عام 1945 إلى يومنا هذا.
كان كلوسكارد أستاذًا لعلم الاجتماع في جامعة بواتيي من عام 1975 إلى عام 1990، حيث تأثر بزميله جاك دي هوندت المتخصص في هيجل.
في أوائل السبعينيات، طور ميشيل كلوسكارد نقدًا لليبرالية التحررية (النظرية السياسية).
تقاعد في جيلاك لكتابة نهاية عمله، والذي لا يزال غير منشور جزئيًا.

## العمل الفلسفي من «الوجود والرمز» إلى «تحولات النضال الطبقي»
حسب كلوسكارد، فإن «رأسمالية الإغواء» بوجهها الليبرالي التحرري تنشأ من تطور نمط الإنتاج الرأسمالي ذاته. إنه يشهد على قفزة نوعية في الكميات المتراكمة التي تصل، في لحظة معينة، إلى بنية تحررية للمجتمع.
تحقق الليبرالية، بوجهها التحرري، إدراكها لذاتها حتى الكارثة الحتمية. ثم تحدث كلوسكارد عن الفاشية الجديدة.
من خلال وضع جرد لتركيبات نتائج الثورة المضادة الليبرالية، أنتج كلوسكارد عملًا فلسفيًا للتفكير واقتراح أساس عقد اجتماعي جديد ولتمكين إعادة التأسيس التقدمي.

### أصل أطروحته
منذ بداية سبعينيات القرن العشرين، طور ميشيل كلوسكارد نقدًا لليبرالية التحررية. يدرس التغيير في الهيكل الاجتماعي والاقتصادي في أوروبا منذ عام 1945 ويطور تصورًا للاقتصاد السياسي الرأسمالي الجديد.
وفقًا له، في وقت كارل ماركس، لم تصل الصناعة إلى مرحلة الصناعة الخفيفة التي تسمح بإنتاج المعدات. مع ظهور نمط إنتاج السلاسل، يفرض التغيير النوعي على الأشياء ورهانات الإنتاج إعادة تطوير نقد الاقتصاد السياسي لكارل ماركس. ومنذ ذلك الحين، انتقل فهم الانحراف الأيديولوجي للمجتمع الرأسمالي من عقيدة أخلاقية قمعية إلى عقيدة أخلاقية متساهلة. إنه الانتقال من التقشف المفروض على الجميع في ظل الفاشية القمعية التقليدية إلى التقشف في فترة ما بعد 68 مايو حيث تغيرت النماذج الثقافية: حيث كان السماح هو بمثابة عملة لإخفاء الاضطهاد الاقتصادي للطبقة العاملة في «المجتمع الجديد» للتمتع غير المقيد. تعد العواقب الأيديولوجية والتناقضات المرتبطة بهذا النموذج قمعًا فاشيًا جديدًا للتناقضات، كما أشار لذلك بيير باولو بازوليني أيضًا في خطاب الهيبيز، وهو «نمط يميني للغاية» من «ذوي الشعر الطويل».
وهكذا يفهم كلوسكارد التطور الاجتماعي ككل تاريخي في طور التكوين. ربط التطور المتساهل للأخلاق الاجتماعية باحتياجات النظام التجاري الجديد للرأسمالية – الحاجة إلى إنشاء أسواق جديدة ومواصلة القمع الاقتصادي للطبقة العاملة. حدد الوظيفة الاقتصادية والتجارية للترويج لنماذج ثقافية جديدة في أيديولوجية الإعلان لإنقاذ الرأسمالية في الأزمة.
لا يُنتقد هنا التحرر المفرط والليبرالي من وجهة نظر الفرد أو المجتمع المدني باعتباره وحدة لا يمكن المساس بها، ولكن كجزء من الجسم الاجتماعي. في منطق الفلسفة السياسية للدولة، سمح التحريض على قلب «النظام القائم» بالثقافة (الماوية) و «الخيال في السلطة» في 68 مايو، دون تغيير قواعد المجتمع، بخلق أسواق جديدة. وهذا هو الاستهلاك «المحرر» للسلع أو الخدمات التي تنتج من خلال الاستمرار في اضطهاد الطبقة العاملة. وفقًا لأيديولوجيين البرجوازيين، فإن «التمتع الحر» سيؤدي إلى حرية العمال الفردية «لعب اللعبة»، على الرغم من إرجاع ثمار قوة العمل الخاصة بهم (انتزاع فائض القيمة).

### تحولات الصراع الطبقي ونقد الليبرالية التحررية (الليبرالية، الاشتراكية، الاقتصادية الليبرالية)
وبالتالي فإن الوجود والرمز هو الأساس المفاهيمي للمرجعية لدراسته اللاحقة للمجتمع الفرنسي. إن فهم تقنين الجسد الاجتماعي وفقًا لعلاقة الوجود ومن خلال جدلية غير مقنعة يوفر المفتاح لتحرير تاريخ فرنسا قبل عام 1789 من احتفال من جانب واحد فقط بالجوانب التقدمية لتنوير (النضال من أجل التبرير). على العكس من ذلك، فإن فحص المفاهيم السياسية الحذرة والمدروسة للموسوعات عن النظام القديم يقدم مثالًا على موقعهم الأيديولوجي ونظرتهم المعرفية، وخاصة الأنثروبولوجية. الفلسفة المادية، والطبيعانية تتعارضان بالتأكيد مع الأيديولوجية المطلقة التي هي ثيوقراطية الحق الإلهي، لكن شخصية مثل فولتير تظهر الأفق الحقيقي للنخب المثقفة في البرجوازية. في الواقع، عشية الثورة الفرنسية، تمكنت برجوازية المال والثقافة من تقاسم نفس الثقافة «الليبرالية» مع النبلاء.
بالنسبة إلى كلوسكارد، فإن نخب التنوير تحمل بالتأكيد التصنيع والعقلنة التي ستكون أحد الأسس الأيديولوجية لنهاية الهيمنة السياسية للنبلاء ورجال الدين. لكن بدون خطاب نقدي حقيقي حول طريقة إنتاج الثروة وحول القضايا الاجتماعية. إن الخلفية السياسية لفريق ديدرو هي ملكية دستورية، أي تبرير ديمقراطي لإدارة علاقات الهيمنة. هذا هو سبب عزلة روسو: ينص العقد الاجتماعي بوضوح على الجمهورية. إن استيلاء الطبقة الثالثة على السلطة في ظل حكم البرجوازية هو نتيجة لاستراتيجية التكامل وتقاسم السلطة بقدر ما هو نتيجة لفهم أيديولوجي للطبقات الاجتماعية الصاعدة التي ستتولى إدارة المجتمع.